# Shinigami
Shinigami (japanisch 死神 shini gami, deutsch ‚„Gott des Todes“, „Todesgott“‘) ist in der japanischen Kultur die Bezeichnung für den personifizierten Tod (dem Sensenmann in der westlichen Kultur entsprechend) und für Götter, welche die Seelen verstorbener Menschen, die noch an die lebende Welt gebunden sind, in die Welt der Toten führen (dem griechischen Psychopompos entsprechend).

## Hintergrund

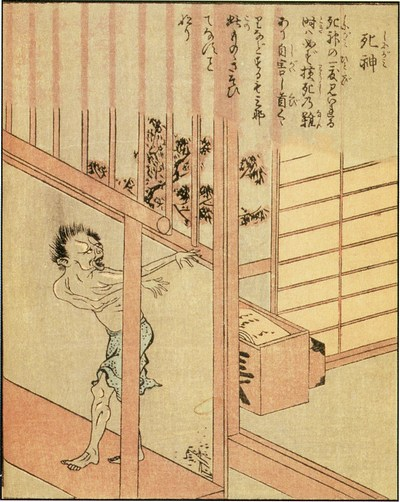
Shinigami (Ehon hyaku monogatari)

Der Begriff Shinigami entstammt nicht der traditionellen japanischen Mythologie, er entstand erst später und ist eine Zusammensetzung aus japanisch 死 shi, deutsch ‚Tod‘ und 神 Kami (-gami), deutsch ‚Gott, Gottheit oder Geist‘. Er unterscheidet sich vom westlichen Gottesbegriff und ist eher als Totengeist aufzufassen. Die Shinigami sind in der japanischen Kultur nicht als allmächtig angesehen wie die Götter der westlichen Gottestraditionen und Mythen. Lafcadio Hearn beschreibt in seinem Buch Out of the East den Shinigami wie folgt:

„[…] er, der ihnen, die furchtlos sind, das Grab schöner erscheinen läßt als den Palast, er, den das Volk Shinigami, den Herrn des Todeswunsches, nennt. Für sie birgt die Zukunft keine Schrecken. […] In dem Kreislauf zahlloser Jahre wird sie in den Schönheitsgefilden schweben über dem Nebelreich der traumhaften Zedernschatten.“

Shinigami bringen niemanden aktiv zu Tode. Im Unterschied zum Sensenmann können Shinigami paarweise auftreten. Sie legen den Zeitpunkt fest, an dem ein Individuum stirbt. Diese Geister, oft als dunkel und bösartig beschrieben, sind normalerweise für Menschen nicht sichtbar. Erst dann, wenn der Tod kurz bevorsteht, zeigen sie sich demjenigen, dessen Tod bestimmt wurde. Sie gelten als suchende Geister, die umherirrende Seelen verstorbener Menschen aufspüren und in das Totenreich führen. Neben diesem sind in der japanischen Religion noch andere Totengeister bekannt: Yūrei japanisch 幽霊 ‚dunkler Geist/Seele‘ oder Bōrei 亡霊 ‚Verstorbenengeist, verlorene Seelen‘, diese können mit einem weißen 死に装束 shini shōzoku, deutsch ‚Totengewand‘ bekleidet sein.
Aus dem Buddhismus ist ein Dämon namens Mara bekannt, der, anders als Shinigami, die Menschen, die von ihm besessen sind, aktiv in den Selbstmord treibt.

## Rezeption
In der japanischen Popkultur treten Shinigami vor allem als Charaktere in Manga und Anime auf, so zum Beispiel in Bleach, Death Note, Fullmoon wo Sagashite, Noragami, Soul Eater, Black Butler, Shinigami no Ballad oder Yami no Matsuei. Die Hauptfigur Hei aus Darker than Black wird auch „Kuro no Shinigami“ zu Deutsch „schwarzer Shinigami“ genannt.
Im Jahr 1971 schrieb der Komponist Ikebe Shin’ichirō eine Oper in zwei Akten mit dem Titel Shinigami (englisch The Death Godess ‚die Todesgöttin‘), die auf dem Märchen Der Gevatter Tod der Brüder Grimm basiert.
Romane
- Django Wexler: Shinigami. Medallion Press, 2006, ISBN 1-60542-912-0.